# Павсаній (полководець)
Павсаній, син Клеомброта (грец. Παυσανίας; ? — 467 до н. е.) — спартанський полководець епохи греко-перських війн. Після смерті царя Леоніда І в Фермопільській битві став регентом його сина Плістарха. На чолі всегрецької армії одержав перемогу над перським військом при Платеях. Повний розгром персів став, за словами німецького історика Ернста Курциуса, днем порятунку Еллади.
Після битви при Платеях на чолі всегрецької армії завоював Візантій. Незважаючи на військові успіхи та взяття важливого стратегічного об'єкта, через свою грубість і негідну поведінку втратив підтримку простих греків. Вони напали на корабель Павсанія та порадили йому забиратися геть "і дякувати долі, яка була прихильною до нього при Платеях, бо тільки пам'ять про цю перемогу заважає грекам поквитатися з ним ".
Згодом Павсаній зрадив розпочату спільну справу та розпочав перемовини з персами, дбаючи лише про свої інтереси. Він був відкликаний в Спарту, де й відкрилася зрада. Зрозумівши, що його викрили, Павсалій сховався в найближчому храмі Афіни Меднодомної. За давньогрецькими віруваннями, арешт і вбивство людини, яка шукала прихисток біля вівтаря богів, вважалося великим святотатством. За Корнелієм Непотом і Діодором Сицилійським тоді ще була живою мати спартанського регента. Дізнавшись в чому звинувачують її сина літня жінка першою прийшла до дверей храму і поклала на порозі камінь, щоб замурувати вхід. Двері замурували, не залишивши Павсанію надії на порятунок. Через декілька днів його напівмертвого винесли зі святилища. Незабаром Павсаній помер.

## Спарта перед греко-перськими війнами

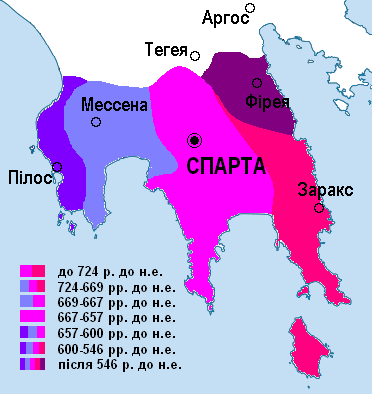
За часів Павсанія Спарта займала всі відмічені кольором території

Спартанський поліс фактично від самого заснування розвивався за іншим напрямком в порівнянні з іншими державами Стародавньої Еллади. Спарта охоплювала увесь південь Пелопоннеського півострова — Лаконіку і Мессенію. Характер поселень свідчить, що вона була суто аграрною державою. Міське життя не мало значного розвитку. Центр держави, а це поселення вздовж річки Еврот, мав декілька поспіль розміщених сільських осередків. Після Мессенських війн, які проходили в VIII—VII століттях до н. е., і завоювання Мессенії у спартанців більше не було потреби здобувати нові території. Тих земель, що вони мали, повністю вистачало. В державі швидше була проблема «олігантропії» (безлюддя), ніж брак землі. Також на шляху до нових завоювань стояли ілоти, які в будь-який момент могли розпочати повстання. Ілоти — це підкорені жителі Мессенії, які в Спарті займали проміжний стан між рабами і кріпаками. .
Метою подальших військових і політичних дій спартанців було не повне підпорядкування суміжних полісів, а досягнення переваги над ними. В VI столітті до н. е. навколо Спарти сформувалася доволі потужна симмахія — Пелопоннеський союз. Існуючі взаємини всіх влаштовували — Спарта була задоволена, що навколишні міста визнають її гегемонію, а самі сусіди відчували захищеність, заручившись підтримкою професіонального війська спартиатів. Однак, тоді ж на території Пелопоннеського півострова залишалося місто Аргос, з яким у Лакедемона постійно виникали конфлікти.
Одним з важливих факторів зовнішньої політики Спарти був релігійний центр давніх еллінів Дельфійський оракул. Пророкування піфії сприймалися пересічними спартанцями як незаперечна істина. Це дозволяло політикам, шляхом впливу на жерців, маніпулювати громадською думкою.

### Соціальні верстви у Спарті

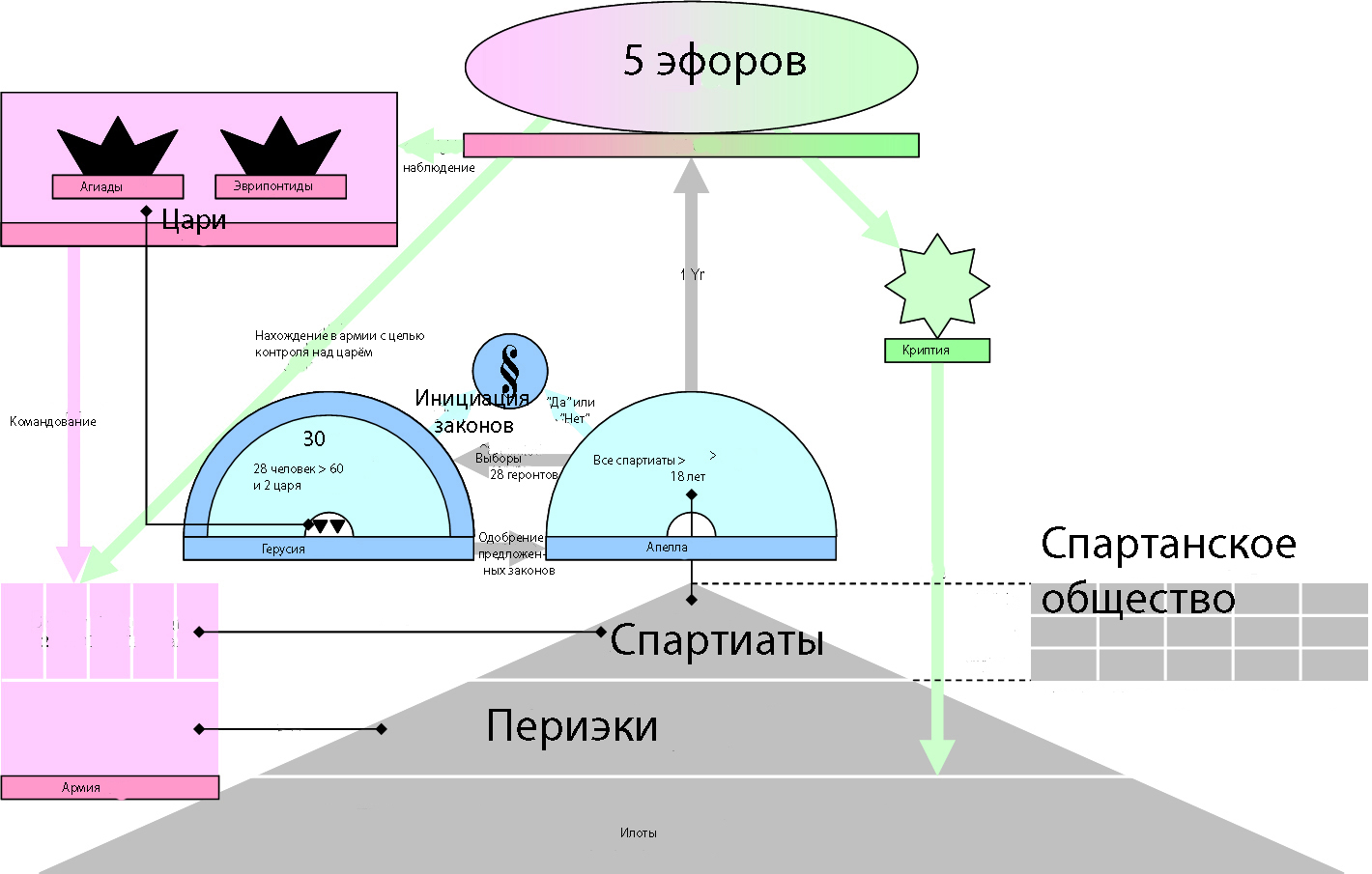
Схематична структура суспільства Стародавньої Спарти

Населення Спарти складалося із трьох прошарків — спартиатів, периеків та ілотів, кожен з яких сучасні антикознавці визначають як вільних повноправних, вільних неповноправних і залежних мешканців відповідно. Спартиати займали панівне становище. Їх чисельність згідно з законом Лікурга становила 9 тисяч осіб, однак насправді спартиатів було значно менше. Цій верстві населення заборонено було займатися сільським господарством і ремісництвом. Тому все життя спартанського громадянина полягало у військових вправах. Таким чином, на відміну від війська інших грецьких полісів, спартанська армія складалася із воїнів-професіоналів. Між ними існувала формальна рівність. Розкіш була заборонена; одяг та зовнішній вигляд регламентований. Грошовий обіг був відсутній. Навіть обідати мешканці мали спільно на загальних трапезах, так званих сиситіях. Як прості громадяни так і представники політичної еліти отримували однакові порції їжі. Сама їжа була невибагливою. Їхню улюблену страву «чорну юшку» інші греки не могли їсти без відрази.
Виховання спартанців було досить специфічним. Вони жили в умовах своєрідного «духовного космосу», для якого характерні певні риси — релігійність, орієнтація на авторитет предків, своєрідний кодекс честі, який унеможливлював здачу в полон, втечу з поля бою або ж оточення власного міста оборонними стінами. Колектив громадян був подібний військовому табору навіть у мирний час. Лише така згуртованість спартанців дозволяла зберігати панівний стан серед маси підкорених і вороже налаштованих ілотів.

Ілоти були в становищі державних рабів. Кожен спартиат мав певну кількість сімей ілотів, які обробляли його землю і утримували власною працею господаря. Однак, окремо взятий спартиат не мав права розпоряджатися ілотами на свій розсуд (продати, вбити, звільнити тощо), оскільки не був їх власником. Такі акції могла здійснювати лише держава. Періодично на ілотів влаштовували полювання, воно називалося криптіями. Ось як описує їх Плутарх:
Час від часу влада відправляла вештатися околицями найспритніших молодиків, опорядивши їх тільки короткими мечами та необхідним запасом харчів. Вдень вони відпочивали, ховаючись в затишних місцинах, а вночі, полишивши свої криївки, блукали і вбивали всіх ілотів, які траплялися їм на дорозі. Часто вони обходили і поля, страчуючи міцних і найсильніших ілотів.
Природно, що за таких умов ілоти ненавиділи своїх господарів. Ксенофонт, який тривалий час жив серед спартанців, зауважує, що «коли мова серед них [ілотів] заходить про спартиатів, то ніхто не в силі приховати, що з'їв би їх із задоволенням живцем». За перших-ліпших умов раби повставали. Щоденна загроза з боку ілотів, які постійно жили поруч, була основним фактором консолідації спартанського суспільства.
В кінці осені 481 року до н. е. в Коринфі відбулися загальногрецькі збори. Перед небезпекою навали персів на них був укладений союз і припинені міжусобні війни. Верховне командування об'єднаними силами греків було доручено спартанцям.

### Політична система Спарти
Основою спартанської політичної системи була велика ретра, авторство якої приписують легендарному Лікургу. Влада апелли (народних зборів) була обмеженою. На відміну від Атен, спартанські народні збори не мали права законодавчої ініціативи. Скликалися вони не регулярно і тільки затверджували запропоновані геруссією закони шляхом простого голосування. Будь-які дебати були відсутні. Апелла мала повноваження обирати членів геруссії, яка становила 30 осіб. До цього законодавчого і судового органу входили 2 царі та 28 вибраних геронтів. Геронтом міг стати будь-який спартиат, якому виповнилося 60 років.
Стародавньою Спартою управляли одночасно два царі — один з роду Агіадів, інший — Евріпонтидів. Їх вважали прямими нащадками Геракла і, відповідно, найзаможнішими аристократами в усій Елладі. Влада царів була дуже обмеженою і зовсім не відповідала владі абсолютного монарха. Такі номінальні верховні правителі не могли одноосібно ухвалювати закони, бо мали всього один голос в складі законодавчого органу гаруссії. Царів могли покарати і навіть стратити.
Справжню владу цар отримував лише поза Спартою, очоливши військо, яке вирушило в похід. Але навіть на чолі армії його влада могла обмежуватися спеціальними наказами — скиталами, направленими герусією або ефорами. Також до складу армії повинні були входити 2 ефори. Хоча військове командування залишалося в руках царя, але якщо він не прислухався під час походу до ефорів, і як наслідок зазнавав невдачі, то після повернення з походу його притягували до суду.
Найбільшу владу мала колегія із 5 ефорів. Їх обирали щорічно на народних зборах. Саме вони мали право усувати царя, скликати апелу і герусію, оголошувати набір до війська, керувати судочинством і фактично всіми сферами життя держави.

## Родовід Павсанія
Цар із роду Агіадів Анаксандрид II був одружений зі своєю племінницею. Його дружина тривалий час не мала дітей. За Геродотом, ефори порадили царю «відпустити свою дружину» і взяти іншу, щоб рід царський мав продовження. Анаксандрид відповів, що чинити так не буде, бо не може скривдити безневинну дружину. Тоді ефори та геронти дозволили царю двоженство. Друга дружина народила йому хлопчика, який згодом став царем Клеоменом I. Невдовзі і перша дружина, яка до того була бездітна, народила трьох синів поспіль.
Коли Анаксандрид помер, постало питання, хто ж посяде на престолі. На боці Клеомена була перворідність, в той час як Доріей вказував на те, що народився від першого, нібито законнішого шлюбу. В решті-решт все вирішилось на користь Клеомена. Доріей, який не погодився з таким рішенням, залишив Спарту.
Клеомен виявився екстраординарним царем. Він спромігся завдати значної поразки Аргосу. За словами Плутарха, коли Клеомена запитали, чому він повністю не знищив місто, то він відповів: «Найпевніше ми його не знищимо ніколи. Наша молодь повинна на комусь вправлятись». Крім низки вдалих військових походів проти Аргоса він зумів на нетривалий час з військом зайняти афінський акрополь. Також Клеомен підкупив піфію в Дельфійському оракулі і домігся позбавлення престолу другого царя Демарата. Однак незадовго амбіції Клеомена привели до конфлікту з ефорами та геронтами. Царя звинуватили в фальсифікації дельфійського оракула. Щоб уникнути суду і можливої страти він втік до Фессалії, де організував заколот проти спартанської гегемонії. Спартанська влада визнала ситуацію на стільки загрозливою, що зняла з нього всі звинувачення та поновила у царському статусі. Невдовзі після повернення Клеомена об'явили божевільним, взяли під хатню варту де він і помер за дуже дивних обставин.
Клеомен мав одну дочку Горго, яка стала дружиною свого дядька і який, в сою чергу, став наступником її батька Леоніда. Після його героїчної смерті під час Термопільської битви в 480 р. до н. е. царем офіційно став син Леоніда Плістарх. Однак, він був ще дитиною тому регентом призначили брата Леоніда і сина Анаксандрида II Клеомброт. Проте він незабаром помер і регентство перейшло до Павсанія.
Таким чином, Павсаній походив від одного з вельможних родів Спарти, був племінником царя Леоніда, братом у перших царя Плістарха. Його син Плістоанакт після смерті бездітного Плістарха став царем, і саме його нащадки зайняли престол Агіадів. Крім цього Фукідід згадує іншого сина Клеомброта, і відповідно брата Павсанія, Нікомеда, а також Аристокла — брата Плістоанакта і другого сина Павсанія.
Жодних даних про виховання та дитячі роки Павсанія немає.

## Битва при Платеях
Після розгрому перського флоту під Саламіном Ксеркс втік з частиною війська. В Елладі залишилася армія під командуванням Мардонія, яка перед початком холодів перейшла на зимівлю в Фессалію. Таким чином загроза поневолення Еллади зберігалась. Сторони продовжували готуватися до війни. Мешканці Пелопоннеського півострова добудували стіну на Коринфському перешийку.
Мардоній неодноразово намагався укласти сепаратний мир з войовничо налаштованими афінянами. Спочатку він на перемовини послав царя Македонії Александра I. Пропозиції персів були дуже вигідні. Зокрема жителям Афін пропонували залишитись вільними і взяти стільки землі, скільки вони захочуть. Посольство Александра налякало грецьких союзників. Вихід Афін з війни значно послабило б військову міць еллінів. Спартанці також відрядили і своє посольство, яке мало на меті зашкодити укладанню сепаратного миру. Геродот стверджує, що відповідь Мардонію була різкою: «Допоки сонце ходить своїм шляхом, ніколи ми не примиримось з Ксерксом» ". Лакедемонянам дано відповідь було таку:
[...] ні на землі, ні під землею не віднайти стільки золота, щоб афіняни погодилися зрадити свободу греків.
Після повернення Александра перси вирушили в похід. Мардоній привів військо під Афіни, і мешканцям міста довелося вдруге евакуйовуватися на сусідній острів Саламін. Незважаючи на повторне пограбування міста, воєнні втрати, а також вигідні пропозиції воєначальника Ксеркса, афіняни були налаштовані продовжувати війну. Про це свідчить оповідь Геродота, в якій описується настрій простих афінян:
Із Афін Мардоній послав на Саламін геллеспонтійця Муріхіда з такою ж самою пропозицією, яку раніше передав афінянам македонянин Александр. Вороже ставлення афінян Мардоній, звичайно ж, знав завчасно, проте знову відіслав посла з надією, що військове захоплення і підкорення Аттики зцілить афінян від безглуздої впертості. [...] А Муніхід виступив перед радою [афінян] і виклав доручення Мардонія. Один з радників, Лікід, висловив думку, що не слід було відкидати пропозиції Муріхіда, натомість передати звернення народним зборам. Невідомо, висловив таку думку Лікід через те, що був підкуплений Мардонієм  чи дійсно вважав таке рішення слушним. Афіняни ж, почувши таку пораду, були сповнені обурення. Радники, які не менше за народ, що зібрався на вулиці, зараз-же обступили Лікіда і побили його камінням.  Геллеспонтійця ж Муріхіда відпустили живим і здоровим. В той же час на Саламіні піднявся бунт через Лікіда. Афінські жінки, дізнавшись про перебіг подій, знаками підбурювали інших жінок і закликали йти разом з ними. Вони прийшли до мешкання Лікіда і побили камінням його жінку та дітей.
Одночасно в Спарту вирушило посольство на чолі з Арістідом Справедливим з вимогою про допомогу. Була висловлена погроза, що в разі відмови «афіняни власними силами знайдуть засоби для порятунку». Як наслідок, військо Павсанія рушило в похід. За рішенням конгресу, який відбувся напередодні, керувати всегрецьким військом доручили спартанцям. У спартанців, за традицією, військо очолював цар. Через те, що Плістарх на той час був дитиною, а цар Леотіхід очолював флот, то саме регенту Павсанію довелося керувати армією.

### Протистояння на річці Асоп

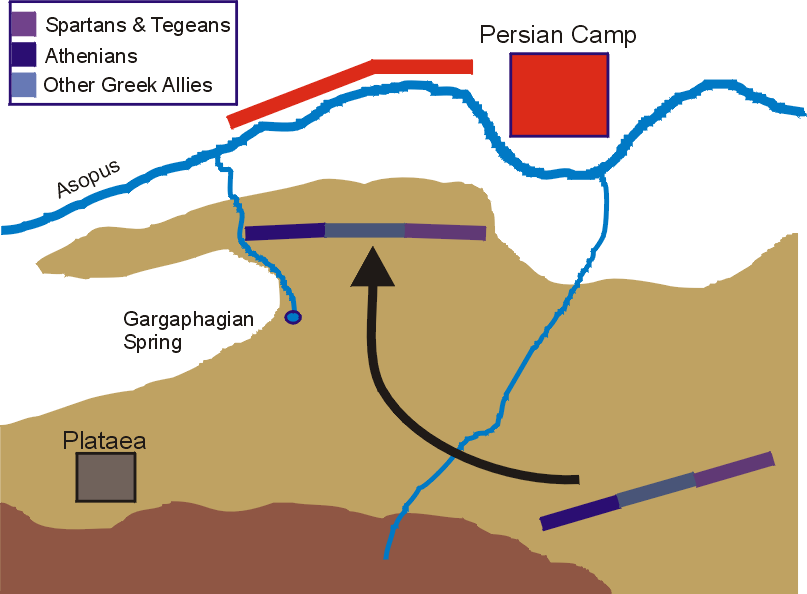
Протистояння на річці Асоп

Дізнавшись про виступ основного війська еллінів з поза укріпленого Коринфського перешийка, Мардоній спалив Афіни і вирушив зі своєю армією в Беотію. Це сталося, за словами Геродота, тому, що ландшафт Аттики, де розташовані Афіни, був незручний для дій перської кінноти. У Беотії ж воїни Мардонія перебували на землі союзників і в місці, зручному для застосування кінних загонів. По дорозі перси спустошили область Мегар. Розташувавшись на північному березі річки Асопа в Беотії, вони почали облаштовувати укріплений табір.
До всегрецького війська приєдналися афіняни і платейців. Армія пройшла через ущелини гори Кітерон і розташувалася навпроти позицій персів. Павсаній розмістив еллінів на гірських височинах . Незважаючи на безпосередню загрозу для всієї Греції, серед еллінів не було повної єдності. Плутарх наводить різні дані як про розкриту змову серед збіднілих внаслідок війни аристократів, так і про внутрішні розбіжності між представниками різних полісів.
Кіннота Мардонія нападала окремими загонами на еллінів, які завдавали їм великої шкоди. Під час однієї з вилазок був убитий воєначальник персів Масістій (Masistius). Загибель найшанованішаної у війську, після царя і Мардонія, людини значно знизила бойовий дух . Греки ж, підбадьорені цієї маленькою перемогою, просунулися до табору персів. Спартанці та тегейці зайняли правий фланг, афіняни — лівий.
Кожна зі сторін утримувалася від атаки. Геродот пов'язує це з отриманими під час жертвоприношень знаками. Як персам, так і еллінам були сприятливі віщування при обороні і несприятливі при наступі. Таке протистояння, коли жодна зі сторін не починає наступу, пов'язано з тим, що персам було складно штурмувати укріплення греків, а греки, перебуваючи на своїй землі, продовжували отримувати підкріплення. Павсаній також не хотів втрачати вигідних позицій на гірських схилах. На восьмий день перська кіннота захопила караван з 500 хур який йшов із Пелопоннеса.
Перси засипали джерело Гаргафій, з якого брали воду елліни. Інше найближче джерело води, річка Асоп, постійно обстрілювалася лучниками. Таким чином, ціла армія залишилася без води і продовольства, тому Павсаній вирішив розпочати відступ.
Відступ організований був вкрай погано. Греки переплутали напрямок відступу і відійшли до Платей. Афіняни, спартанці і тегейці, на яких було покладено завдання прикривати основні сили, до ранку навіть не почали відступу . Один з спартанських воєначальників Амомфарет відмовився залишати табір. Як результат, грецька армія перетворилася на сукупність розпорошених загонів.

### Битва

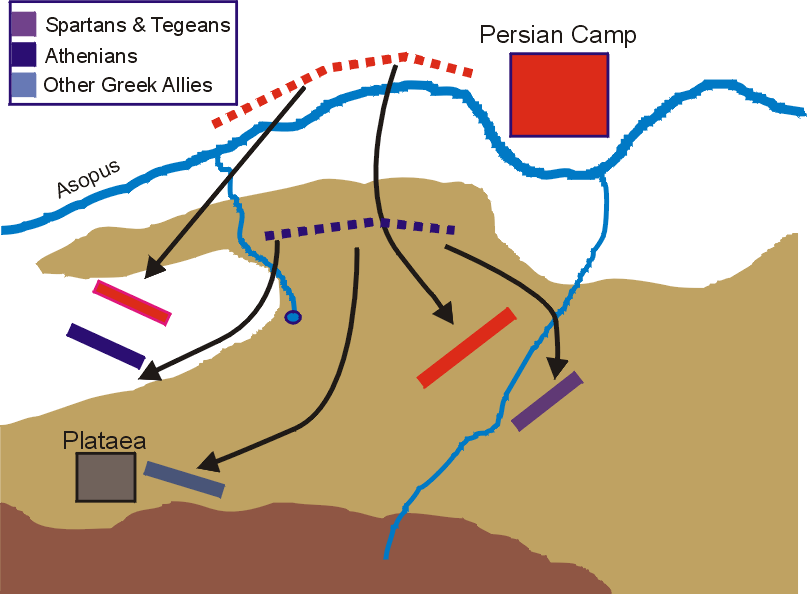
Карта основного етапу битви. Дезорганізований відступ греків — спартанці справа, афіняни зліва, інші елліни біля Платей. Основні сили персів атакували спартанців, фіванці, та інші грецькі союзники персів — афінян

Коли перси дізналися про відступ греків, Мардоній вирішив почати переслідування. Військо перейшло річку Асоп і рушило за спартанцями і тегейцями . Першим атакували загін Амомфарета, який відмовився відступати. Дізнавшись про початок наступу ворога, Павсаній відправив гінця до афінян з проханням допомогти. Загін під командуванням Арістіда Справедливого повернув назад, проте був атакований союзниками персів фіванцями . Спартанці, намагаючись протистояти основним силам армії Мардонія і без допомоги, потрапили в скруту,.
Незважаючи на чисельну перевагу, перси поступалися спартанцям. Під час битви спартанцю Арімнесту вдалося вбити воєначальника ворожої армії Мардонія. Після загибелі командира перси почали відступати . Лише елітний загін «безсмертних» продовжував опір і був повністю знищений . Перси панічно втекли в свій укріплений табір. Боєздатність зберіг лише загін воєначальника Артабаза. Передбачаючи результат бою із спартанцями він не залучив свій 40-тисячний загін до битви. (Слід брати до уваги, що всі сучасні історики вважають оцінку чисельності перського війська Геродотом завищеною). Дізнавшись про поразку основних сил, він розпочав відступ до Геллеспонту.
У той час як лакедемоняни взяли верх над персами, афінянам вдалося зломити завзятий опір фіванців. Заледве звістка про перемогу Павсанія і перелом у битві долетіла до відступаючих загонів еллінів, як вони розвернулися і почали переслідувати переможеного ворога. Спільними зусиллями було здобуто укріплений табір персів . Його захисники, затиснуті у вузькому просторі, запанікували, і були практично повністю знищені. Так із 300 000 війська вцілів лише загін Артабаза, який воєначальник не залучив до воєнних дій, і близько 3 тисяч воїнів, які брали безпосередню участь в битві. Наведені « батьком історії» дані хоч і викликають сумніви щодо чисельності перського війська, але свідчать про нищівну поразку персів і їх союзників.
Втрати греків, за Геродотом, були мінімальними і становили всього 159 осіб — 91 Спартанець, 16 тегейців і 52 афіняни. Саме представники цих грецьких полісів брали участь на перших етапах битви. З наведеними цифрами не погоджувалися навіть античні історики. Плутарх пише про 1360 полеглих у бою греків, відзначаючи, що загиблі були не тільки серед трьох полісів. Ефор та Діодор Сицилійський говорять про більш ніж 10 тисяч полеглих еллінів.

### Після битви

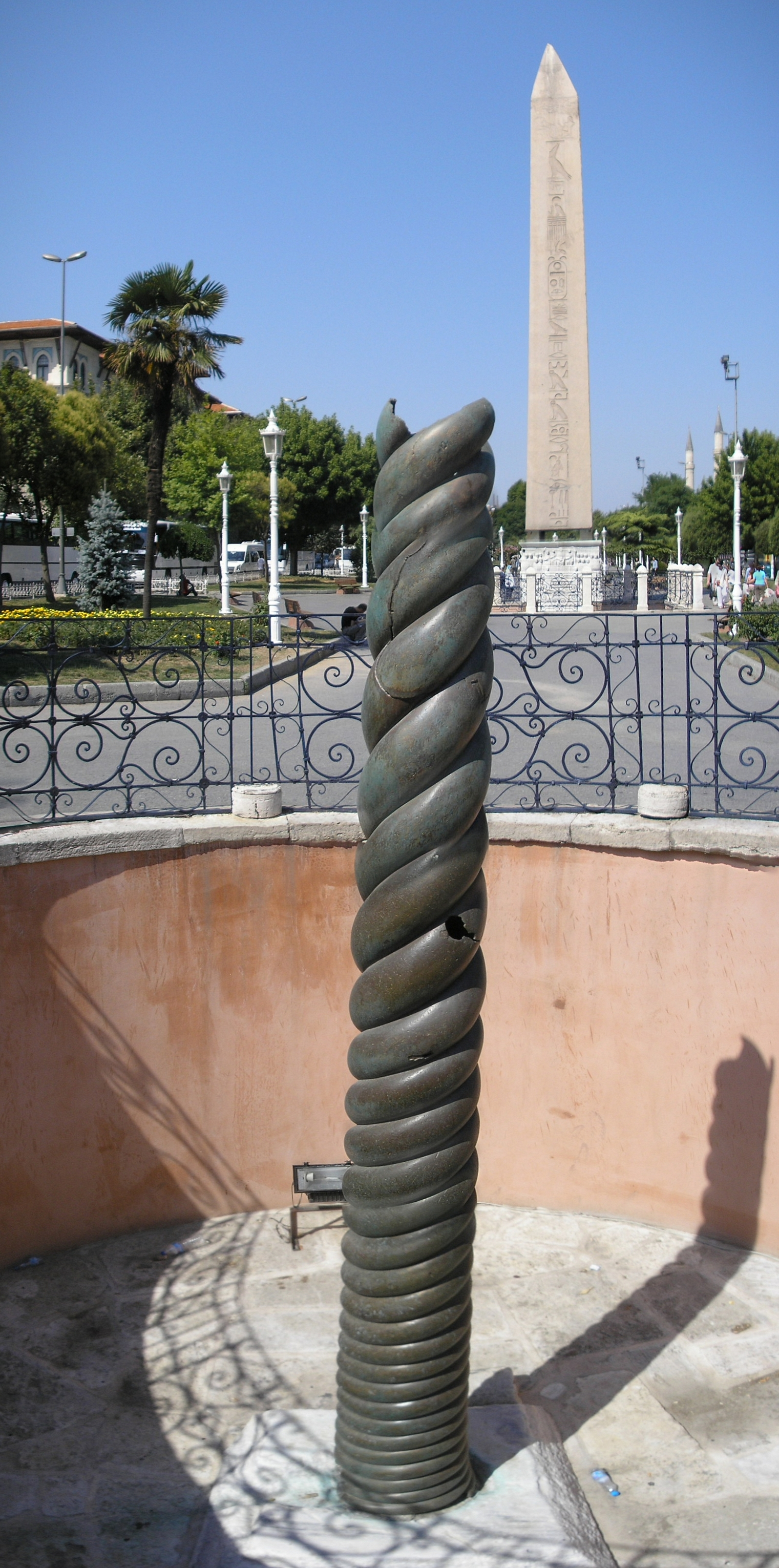
Зміїна колона, дарунок греків храму Аполлона в Дельфах на вшанування перемоги при Платеях (нині на стамбульській площі Ахмедіє). Сучасний вигляд

Геродот в одному з епізодів показує зманіженість персів. Серед трофеїв грекам дістався намет Мардонія з великою кількістю золотого та срібного посуду. Павсаній наказав полоненим приготувати такий самий обід, який вони готували своєму колишньому воєначальнику. Видовище розкішно приготованого обіду і пишнота шатра викликало здивування у спартанця. Жартома він наказав своїм слугам приготувати лаконський обід, після чого запросив інших воєначальників еллінів. Коли ті зібралися, він зі сміхом сказав:
Елліни! Я зібрав вас, щоб показати нерозсудливість цього ватажка мідян, який живе в такій розкоші і все-таки прийшов до нас, щоб забрати наші жалюгідні крихти
Павсаній мав підставу сміятися над дурістю персів, бо вони могли насолоджуватись такими благами, натомість вирушали в путь, щоб завоювати бідних еллінів, які живуть у своїх гірських оселях.
Плутарх розповідає про випадок, що стався безпосередньо після битви, який ледь не став причиною міжусобного військового конфлікту між спартанцями і афінянами. Кожна зі сторін вважала себе гідною головної нагороди за хоробрість. Арістід Справедливий, воєначальник афінян, умовив сторони передати на розсуд всіх греків вирішення цього питання. За компромісною пропозицією коринфянина Клеокріта було вирішено передати нагороду Платеям.
Елліни захопили багату здобич. Десяту частину присвятили богам , зокрема, святилищу Аполлона в Дельфах була пожертвувана бронзова колона, яку створили зі зброї загиблих під час битви персів. Створення зміїної колони супроводжувалось скандалом. Воєначальник еллінів при Платеях Павсаній наказав на триніжку написати:
Вождь і начальник еллінів Павсаній на честь Феба владики 
 Пам'ятник цей спорудив, полчища мідян здолавши
Греків образила така поведінка Павсанія, який привласнив собі всю славу перемоги, яка по праву належала їм усім. Спартанці стерли перший напис і замінили його на інший, де перерахували всі міста, війська яких брали участь у битві. Діодор Сицилійський писав, що на триніжку замість первісного напису помістили двовірш знаменитого грецького поета Сімонід а:
Споруджене тут — це подарунок визволителів ширококрайої Еллади,
 які позбавили держави її ланцюгів ганебного рабства
Після перемоги над основними силами противника об'єднане військо греків взяло в облогу союзника персів місто Фіви. Фіванці були змушені видати ватажків проперських партій, яких відвезли в Коринф і стратили.

## Життя поза Спартою
Після битви при Платеях Павсаній став головнокомандувачем союзного війська еллінів, яке вирушило до стратегічно важливого Візантія. Проте як керівник проявив себе негідно і це спричинило те, що спартанці втратили першість у керівництві всегрецьким військом. Незважаючи на військові успіхи і взяття важливого стратегічного пункту через свою брутальність і негідну поведінку позбувся підтримки рядових греків.
|  | З начальниками союзників Павсаній розмовляв завжди суворо і сердито, а простих воїнів карав палицями або змушував стояти цілий день із залізним якорем на плечах. Нікому не дозволялося раніше спартанців набрати соломи на підстилку, принести сіна коням чи підійти до джерела і зачерпнути води. Тих хто не виконував таких вимог слуги били батогами і проганяли геть |

Крім цього, Павсаній поринув в невластиві для спартанців розкіш і розпусту. Зокрема Плутарх розповідає про те, як спартанський головнокомандувач, збираючись збезчестити якусь Клеоніку, випадково вбив її.
Така поведінка воєначальника викликала невдоволення простих греків, особливо хіосців, самосців і Лесбосців. Мешканці цих островів ще донедавна перебували під ярмом персів. Вони напали на корабель Павсанія та порадили йому забиратися геть «і дякувати долі, яка була прихильною до нього при Платеях, бо тільки пам'ять про цю перемогу заважає грекам поквитатися з ним». Спартанським геронтам і ефорам нічого не залишалося, окрім як відкликати Павсанія додому. На тлі непорядності Павсанія зростала популярність афінських стратегів — Кімона та Арістіда Справедливого. Влада над об'єднаними військовими силами перейшла до афінян.
Спартанські очільники, щоб вийти з непростої ситуації, вплинути на яку вони вже не могли, та не завдати собі ганьби, змушені були офіційно усунути Павсанія від керування флотом і дезавуювати його дії. У Спарті він постав перед судом. Павсанія визнали винним в нанесенні образ деяким приватним особам. Але головне звинувачення — прихильність до персів — з Павсанія зняли. Слід зазначити, що перші контакти переможця битви при Платеях з Ксерксом датуються взяттям Візантія. Опис Фукідідом першого судового процесу показує, що при відсутності явних доказів вже тоді почали ходити чутки про зраду Павсанія.
На батьківщині Павсаній пробув недовго. Таємно в 477 р. до н. е.. на герміонській трієрі він відплив в Малу Азію начебто для участі у війні проти персів. Та Павсаній замість того щоб воювати оселився в Візантії і сім років правив ним як тиран. Яким чином це було досягнуто, залишається невідомим. У Візантії гульвіса вів веселе життя, яке неможливе було в Спарті. Зокрема він звелів готувати собі перський стіл, над яким сміявся після битви при Платеях, став одягати перський одяг, найняв охорону з персів і єгиптян. Дізнавшись про це, лакедемоняни відкликали його вдруге в Спарту. Афіняни під керівництвом Кімона силою вигнали колишнього полководця із раніше завойованого ним же міста. Павсаній, який на той час вів зрадницькі перемовини з Ксерксом, не поспішав повертатися в Спарту. Він переїхав в розташовані поруч троадські Колони.
Тоді ефори відправили до нього оповісника з скіталою з ультиматумом — або він повертається додому і постає перед судом, або Спарта оголошує йому війну. Павсаній змушений був підкоритися. Ситуація з Павсанієм посприяла тому, що в Спарті перемогу здобули ізоляціоністи, які вважали подальші військові дії проти персів безсенсовними. Спарта, як найсильніша, стосовно війська, держава Еллади повністю самоусунулася від подальшої участі у війні з персами. Це спричинило фактичний розпад всегрецького союзу. Після цього управління військовими діями перебрали на себе афіняни.